# Биси ле Гран
Биси ле Гран (фр. Bussy-le-Grand) насеље је и општина у источном делу централне Француске у региону Бургоња, у департману Златна обала која припада префектури Монбар.
По подацима из 2011. године у општини је живело 327 становника, а густина насељености је износила 11,01 становника/km². Општина се простире на површини од 29,69 km². Налази се на средњој надморској висини од 428 метара (максималној 431 m, а минималној 250 m).

## Демографија
| 1962. | 1968. | 1975. | 1982. | 1990. | 1999. | 2011. |
| ----- | ----- | ----- | ----- | ----- | ----- | ----- |
| 315   | 367   | 312   | 298   | 246   | 267   | 327   |

График промене броја становника у току последњих година